# Баяндай (Алматинская область)
Баяндай (каз. Баяндай) — село в Енбекшиказахском районе Алматинской области Казахстана. Входит в состав Ташкенсазского сельского округа. Код КАТО — 194077200.

## Население
В 1999 году население села составляло 805 человек (388 мужчин и 417 женщин). По данным переписи 2009 года, в селе проживали 824 человека (412 мужчин и 412 женщин).